# Instituto Nacional de Pediatría
El Instituto Nacional de Pediatría (INP por sus siglas) es una institución de atención médica, enseñanza e investigación científica perteneciente a la Secretaría de Salud de México cuya especialidad es la pediatría. Forma parte de los Institutos Nacionales de Salud, un sistema de 13 institutos de investigación en ciencias biomédicas en los que se brindan servicios de salud pública y docencia a la población en general, destacando entre los mejores de su tipo en Latinoamérica.
Fue fundado el 6 de noviembre de 1970 bajo el nombre de Hospital Infantil de la Institución Mexicana de Asistencia a la Niñez (IMAN), el 19 de abril de 1983 se publica en el Diario Oficial de la Federación un decreto del entonces presidente de México Miguel de la Madrid en que le otorga el nombre actual, autonomía y su descentralización bajo la coordinación de la Secretaría de Salud. Se encuentra ubicada en la Colonia Cuicuilco de la Ciudad de México y entre sus objetivos se encuentra formar a médicos especialistas en pediatría.